# Osvaldo di Worcester
Osvaldo di Worcester (X secolo – 29 febbraio 992) è stato un arcivescovo inglese, arcivescovo di York dal 972 fino alla sua morte.
È venerato come santo dalla Chiesa cattolica.

## Biografia
Osvaldo fu cresciuto dallo zio Oda, arcivescovo di Canterbury, ed educato da Fridegode. Dopo un certo periodo come decano a Winchester, entrò nell'abbazia di Fleury (Francia), grande centro benedettino. Qui si distinse presto per l'austerità della sua vita e fu ordinato sacerdote nel 959.
Osvaldo tornò quindi in Inghilterra, dove prese parte agli affari ecclesiastici a York, fino a quando Dunstan gli procurò la nomina a Worcester nel 962. Osvaldo sostenne apertamente e con forza gli sforzi di Dunstan e di Æthelwold di Winchester, vescovo di Winchester, che volevano "purificare" la Chiesa dal secolarismo. Aiutato da re Edgar, assunse un ruolo importante nella rinascita della disciplina monastica benedettina. I suoi metodi furono comunque meno violenti di quelli di Aethelwold. Nel 972, Osvaldo divenne arcivescovo di York e si recò a Roma per ricevere il pallium da papa Giovanni XIII. La sua più famosa fondazione fu quella di Ramsey, nell'Huntingdonshire: la chiesa fu consacrata nel 974.
Alla morte di Edgar (975) il suo lavoro, fino a quel momento così ben riuscito, venne controllato in maniera severa da Elfhere, re di Mercia, che smantellò molte comunità. Ramsey fu però risparmiata grazie al potente patronato di Ethelwin, earl dell'Anglia orientale.
Morì il 29 febbraio del 992, mentre lavava i piedi ai poveri, com'era sua abitudine. Fu sepolto nella cattedrale di Worcester. Valorizzò e promosse l'istruzione tra il clero e incitò molti eruditi a venire da Fleury. Ha scritto due trattati e alcuni decreti sinodali. Viene celebrato il 29 febbraio (il 28 febbraio negli anni non bisestili).

## Genealogia episcopale
La genealogia episcopale è:
- Arcivescovo Oda di Canterbury
- Arcivescovo Dunstano di Canterbury
- Arcivescovo Osvaldo di Worcester